# Кузьмины (Оренбургские)
 Кузьмины — казачий и дворянский род станицы Таналыкской Второго (Оренбургского) военного отдела Оренбургского казачьего войска.

## Известные представители
- Кузьмин Дмитрий Алексеевич (26.10.1850 -?) — из ст. Таналыкской 2-го ВО ОКВ. Окончил Оренбургское Казачье Юнкерское Училище по 2 разряду. На службе с 01.10.1866. Войсковой старшина (с 1897)[1].
  - Кузьмин Петр Дмитриевич (08.01.1870-27.03.1911) — из ст. Таналыкской 2-го ВО ОКВ. Окончил Оренбургскую военную прогимназию и Оренбургское Казачье Юнкерское Училище по 1 разряду. На службе с 01.09.1888. Подъесаул в отставке (на 1911).
  - Кузьмин Алексей Дмитриевич (26.09.1872 -?) — из ст. Таналыкской 2-го ВО ОКВ. Окончил школу офицерских детей и Оренбургское Казачье Юнкерское Училище по 2 разряду. На службе с 15.08.1892. Войсковой старшина (со ст. с 13.02.1916). Служба: в 5 ОКП (1894). На льготе с 1902. Со льготы назначен в 9 ОКП (1904), участник Русско-Японской войны.
- Кузьмин Сергей Николаевич (1895-09.05.1963) — учился в СПб. политехническом институте, окончил Николаевское кавалерийское училище в 1916 году. Подпоручик в 5 гусарском полку. Офицер 104-го запасного пехотного полка, затем офицер Оренбургского гарнизона с 07.1918. В ОК частях. В Сибирской Армии. Попал в плен. Командир кавалерийского полка РККА. В период 2МВ попал в плен и поселился в Бельгии. Умер в Брюсселе.
- Кузьмин Стахей Никифорович (1848-31.05.1895), Есаул с 1874. Полковник. Участник Хивинского похода. В кон.-арт. бригаде (1874). В 6 ОКбатарее. Похоронен в с. Беловка Сакмарского р-на Оренбургской области. Супруга дочь статского советника Александра Андреевна Камбулина.